# Chaduttė
Il Chaduttė (in russo Хадуттэ?) è un fiume della Siberia Occidentale che scorre nel Nadymskij e nel Purovskij rajon del Circondario autonomo Jamalo-Nenec, in Russia.
Il fiume è un affluente di sinistra del fiume Pur e sfocia in un suo ramo deltizio poco primo del suo sbocco nell'Estuario del Taz. La sua lunghezza è di 373 km, l'area del bacino è di 8 040 km². Scorre prima in direzione nord e poi verso est. Il bacino del fiume ha oltre 700 fiumi e torrenti, di cui quattro sono fiumi lunghi più di 50 km. Gli affluenti più significativi sono: En"jacha (da destra), Sidjamjutja e Sedajacha (da sinistra). Congela a ottobre, e sgela a fine maggio - inizio giugno. 